# Beniaján

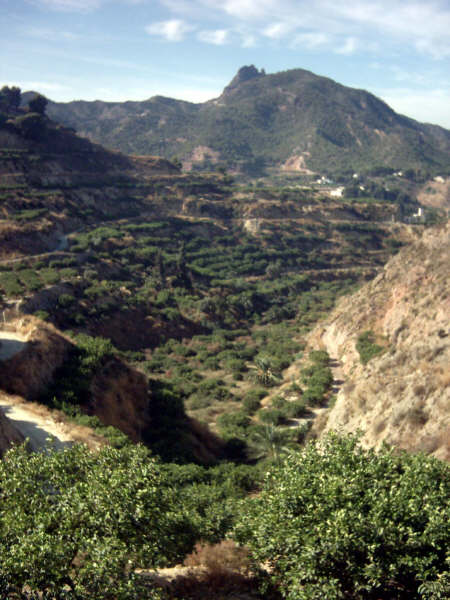
Muntanyes i horts a Beniaján

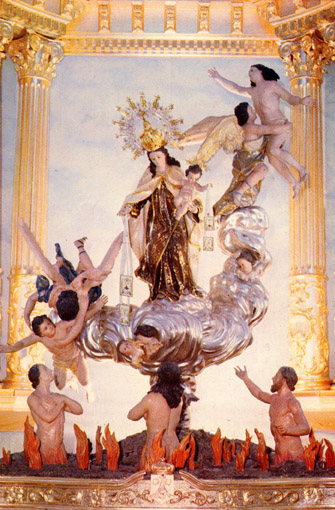
Mare de Déu del Carme, patrona de la vila

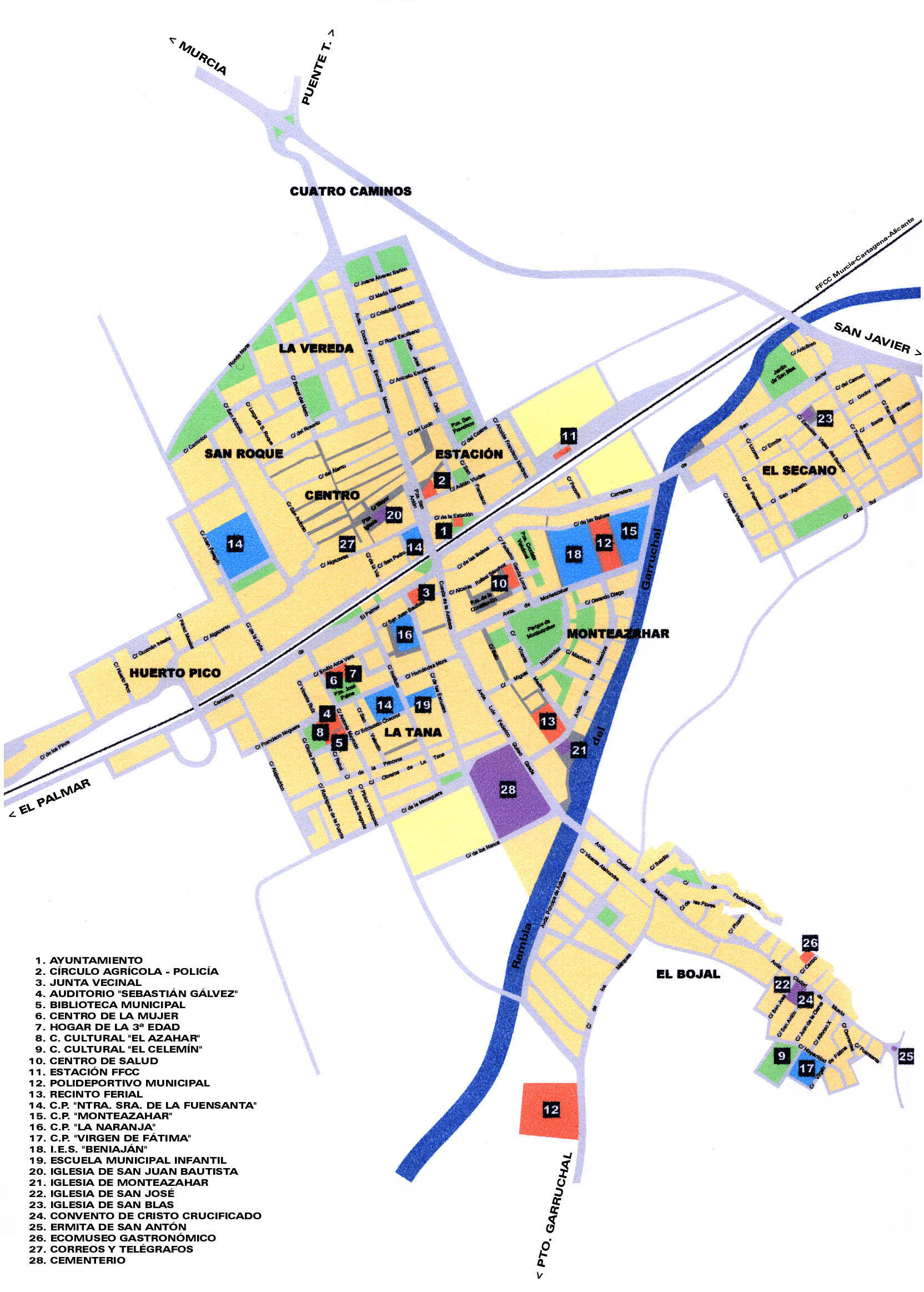
Plànol de Beniatjà

Beniaján (Beniatjà en català) és un poble espanyol del municipi de Múrcia, emplaçat en l'Horta de Múrcia, al peu de l'extensa serra que tanca la Vall del Segura pel sud. Compte amb una població de 10.154 habitants (INE 2006) i una extensió de 13,924 km². Es troba a uns 5 km de la capital, en el centre de l'àrea subcomarcal anomenada Cordillera Sur. Des del final del segle xix, el seu nom va començar a ser conegut a nivell internacional per l'abundant producció de cítrics que exporta a tot el món, activitat industrial molt arrelada en la localitat i de la qual ha estat i és tot un referent.

## Història
Encara que són diversos els jaciments arqueològics que esquitxen la zona, els orígens històrics de Beniaján es remunten a l'època romana, quan va ser fundada una primera població al peu de la regió muntanyenca sota la denominació de Vila-Nova. Segles més tard els àrabs aixecarien sobre ella Benihazram o Aben Hazarani, nucli musulmà recuperat per les tropes cristianes en el segle xiii i del que ha evolucionat finalment el Beniaján dels nostres dies.
En l'any 1474 se signa l'acta fundacional del Heredamiento de Beniaján, sota els ordenances de la qual s'ha anat regulant fins avui la distribució de les aigües de la Séquia de Beniaján, una de les més importants del sistema general de reg en l'Horta de Múrcia. Aquest canal, de reminiscències àrabs i vital en el desenvolupament agrari de la Cordillera Sur, part de la Séquia Major d'Alquibla.
El poble de Beniaján es trobava originàriament al costat de la confluència dels rius Guadalentín i Segura, un enclavament freqüentment assolat per les crescudes d'ambdues lleres; això va motivar que, des de la Reconquesta fins a bé entrat el segle xvi, es produís un lent i gradual trasllat del nucli urbà fins a l'emplaçament que avui ocupa, una mica més elevat. És precisament en aquesta època quan s'arrela en el lloc una profunda i creixent devoció per la Mare de Déu del Carme, la qual és patrona de la localitat avui.
El segle xvii va suposar ja un període de gran riquesa i enlairament econòmic, car totes les terres de la Cordillera Sur van quedar sota la jurisdicció de la vila, consolidant-se ja com puixant nucli de la Vega. A l'explotació agrícola de les seves terres es va unir la famosa indústria sedera, així com la implantació de molins i petites fàbriques de guix, fusta i fins i tot licors. El temple arxiprestal de San Juan Bautista, erigit llavors, suposa una clara mostra d'aquesta esplendor. Hi va néixer llavors la venerable Juana de la Cruz Fernández.
Durant l'època del Trienni Liberal, aquesta localitat va sol·licitar ser municipi propi i li va ser concedit en 1814. No obstant això, va tornar a pertànyer al municipi de Múrcia en 1856. En aquests anys neix el Cantonalisme: Antonete Gálvez, màxim representant d'aquest revolucionari moviment polític del Llevant, és una figura clau en la història local de l'últim terç del segle xix, ja que la seva vida transcorreria en aquesta zona, gran part dels seus seguidors eren beniajanenses i va acabar convertint a Beniaján en un dels bastions de defensa del murcianisme en l'àmbit nacional.
Amb el segle XX, arriba a Beniaján el ferrocarril i amb ell un desenvolupament econòmic sense precedents en tota la Regió. Apareixen noves indústries, especialment les dedicades als derivats de l'agricultura, i sorgeix el fenomen de l'exportació hortofrutícola a nivells internacionals. Només la Guerra Civil espanyola va suposar un punt d'inflexió en aquesta puixança que arriba fins als nostres dies, on una enriquidora trajectòria comercial i cultural avança en paral·lel al desenvolupament industrial i social del Beniaján d'avui. No obstant això, el creixement urbà està arribant a cotes considerades pels grups ecologistes com insostenible, amb la tradicional horta de Beniaján pràcticament desapareguda. La indústria ha hagut de sortir de la localitat per la pressió urbanística, ja que Beniaján s'ha convertit en zona amb un destacat atractiu residencial dintre de la comarca.

## Llocs d'interès
- Església Arxiprestal de San Juan Bautista (segles XVII-XX)
- Capella-santuari del Carme, seu patronal de la vila
- Mirador de San Antón
- Ermita de Villanueva, lloc de veneració de la Verge del Azahar ("flor del taronger")
- Palau de Pelegrín (edifici modernista que allotja les dependències de l'Ajuntament)
- Casa Pacorro (palauet amb motius àrabs, enfront de l'estació de ferrocarril)
- Ecomuseu Gastronòmic "El Bojal"
- La Barraca (seu de l'associació folklòrica "El Azahar" i museu costumista)
- Centre Mediambiental "Fuente de Columbares"
- Jaciment arqueològic de Puntarrón Chico
- Parc Regional "El Valle y Carrascoy", espai natural de muntanya

## Festes
- San Antón (17 de gener)
- Carnaval, grans desfilades i balls de màscares
- Setmana Santa, amb processons i tamboradas
- Romiatge de la Verge del Azahar (1 de maig)
- Setmana Cultural (entorn del 24 de juny)
- Festes Patronals, en honor de Santa María del Carme (setmana del 16 de juliol)
- Santa Cecília, cicle de concerts i audicions musicals (setmana del 22 de novembre)